# Julius Nyerere
Julius Nyerere   (Butiama, 13 d'abril de 1922 - Londres, 14 d'octubre de 1999) fou un polític tanzà, que exercí com el primer president de Tanzània des de la independència. El 1985-86 fou guardonat amb el Premi Lenin de la Pau entre els pobles. Abans d'iniciar la trajectòria política havia treballat com a professor d'educació secundària.

## Biografia
Nyerere nasqué el 13 d'abril de 1922 a Butiama, població situada en el que en aquells moments es denominava Tanganyika i que avui dia constitueix la part continental de Tanzània, fill d'un cap de la tribu Zanaki i fou conegut pel nom de Mwalimu (professor, en suahili), per la seva professió d'abans de dedicar-se a la política activa, però també per la seva forma de dirigir el país. El seu pare, Burito Nyerere, era un dels caps dels Zanaki, un grup ètnic força reduït, i sabia parlar alemany, ja que Tanzània continental formava part, abans de 1919, de l'Àfrica oriental alemanya. El pare era polígam. La mare de Julius, Mugaya, era una de les seves vint-i-dues esposes.
Tanzània era aleshores un territori sota mandat de la Societat de Nacions confiat als britànics, a partir de 1921, i els anglesos inciten als caps locals a portar la seva descendència a l'escola. Als 31 anys, el 1953, Julius Nyerere va estudiar per professor a la Universitat Makerere, universitat situada a la ciutat de Kampala (Uganda) i després història i economia política a la Universitat d'Edimburg. Convertit al catolicisme durant la seva escolaritat, és posa al cap de la Tanganyika African Association (TAA) que transforma ràpidament, en companyia de Bibi Titi Mohammed, en un partit polític, el Tanganyika African National Union (TANU). Dimiteix del seu càrrec de professor i recorre el país per a portar el missatge independentista. El 1958 va ser present a Accra (Ghana) per a la conferència panafricana de pobles organitzada pel President Kwame Nkrumah.
Fou el primer tanzà que va estudiar en una universitat britànica i el segon a completar un grau universitari ("Master of Arts") fora d'Àfrica.
Instal·lat a la dècada del 1990 a Londres, morí el 14 d'octubre de 1999 en aquesta ciutat.

## Carrera política
Es va llançar a la política l'any 1954, quan era professor i fou cofundador, al juliol d'aquell mateix any del partit Unió Nacional Africana de Tanganyika (TANU), que va portar al seu país a la independència del Regne Unit el 13 de desembre de 1962. Esdevingué el 1959 el Primer Ministre del territori semi-independent de Tanganyika i, amb la independència, es convertí en el seu primer President.

## Nyerere al poder: 1964-1985

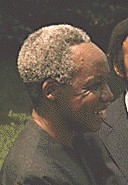
Julius Nyerere (1977).

### Unió amb Zanzíbar i el panafricanisme
Demana la unitat africana: «Sense unitat, els pobles d’Àfrica no tenen futur, excepte com a víctimes perpètues i febles de l'imperialisme i l'explotació». En aquesta perspectiva, va intentar convèncer els líders d’Uganda, Kenya i Zanzíbar perquè unissin forces amb Tanganyika per tal de construir una única federació. Observant els disturbis que es produïen en alguns països recentment independents, especialment al Congo, Nyerere va començar a reflexionar sobre el lloc i el paper de l'exèrcit. La influència de vegades desproporcionada dels joves exèrcits africans en la política nacional i la seva incapacitat per lluitar contra les intrusions de les grans potències el van animar a fer campanya per la construcció d'un exèrcit comú per als països africans.
El gener de 1964, una revolució va abolir el sultanat a Zanzíbar. El 26 d'abril de 1964, Tanganyika i Zanzíbar es van fusionar per formar la República Unida de Tanzània. Nyerere esdevé president de l'estat recentment creat, mentre que Abeid Karume (el líder del Partit Afro-Shirazi, ASP), restant president de Zanzíbar, esdevé vicepresident de Tanzània. Tanzània dona el seu suport a la guerrilla lumumbista al Congo i l'OUA estableix la seva seu a Addis Abeba (Etiòpia). Al mateix temps, les relacions amb els països occidentals s'estan deteriorant; el 1965 Tanzània va trencar les relacions amb el Regne Unit i va expulsar les tropes britàniques del país en reacció al suport de Londres a un règim segregacionista a Rhodèsia, mentre que Alemanya Occidental va trencar les seves pròpies relacions amb Tanzània arran de l'obertura d'una ambaixada d'Alemanya de l'Est a país. Es redueixen les ajudes econòmiques concedides per determinats països occidentals.
Al contrari, la Xina, tot i que es desenvolupa, està reforçant les seves relacions amb Tanzània i oferint-li ajuda material. El país acull molts refugiats polítics, especialment ghanesos després del cop d'estat de 1966. A més, Julius Nyerere rep nombroses «figures» del panafricanisme o de l'antiimperialisme, com Malcolm X, ANC, ZANU, SWAPO, MPLA i FRELIMO).

### Política interior: Ujamaa
Desitjós d'accelerar l'emancipació dels africans en relació amb el món occidental, inspirat en les experiències comunistes a la Xina, Nyerere es compromet decididament en una política socialista. Al febrer de 1967, en la declaració d'Arusha, defineix els principis i doctrines que desitja que el país segueixi. Segons l'ideal de Nyerere, tot això ha de conduir a la creació d'una societat igualitària, justa, solidària, que trobi en els seus propis recursos els mitjans de la seva autosuficiència. L'educació també es converteix en una prioritat, posant fi a tota discriminació racial a les escoles.
Les primeres mesures concretes per implementar aquesta política no trigaran a arribar. Es nacionalitzen les principals indústries i empreses de serveis, s'incrementen els impostos per a una major distribució de la riquesa. És a l'agricultura, el principal sector econòmic del país, on els canvis són més forts. Anomenades Ujamaas, que significa cofraternitat, les comunitats de poble s'organitzen sobre principis col·lectivistes. Els incentius econòmics fomenten la formació de cooperatives. Els primers resultats són decebedors.
A Zanzíbar, el Partit Afro-Shirazi segueix una política obertament revolucionària. Les propietats àrabs i índies estan nacionalitzades. Fins i tot apareixen algunes discrepàncies entre Nyerere i Karume: aquest últim es vol apropar més al món comunista que el president de Tanzània que pretén gestionar al màxim les relacions amb Occident. El 1972, Karume va ser assassinat, per motius que romanen força obscurs. Se li va celebrar un funeral nacional, en presència de Julius Nyerere.
Durant aquests anys, amb un dèbil suport d'Occident, Tanzània, un país no alineat, que busca imaginar un socialisme d'estil africà, va rebre l'ajuda de la Xina, que per la seva banda desitjava augmentar la seva influència a l'Àfrica oriental. Va ser amb el suport xinès que la línia de ferrocarril TAZARA (o TANZAM) de Dar-es-Salaam a Zàmbia es va construir el 1975. També és sobre el model de les comunes xineses que es van crear 800 pobles col·lectius, que aglutinaven poblacions de diferents orígens ètnics i tribals, i que es van traslladar a la força amb camió. Es calcula que en quatre anys, del 1973 al 1978, dotze milions de persones van ser desplaçades d'aquesta manera. Aquesta política, tot i que permet una certa mescla entre les diferents ètnies que conformen la població de Tanzània, trenca brutalment els referents humans i comunitaris dels individus. A més, mentre que el país compta amb més d'un centenar d'ètnies (amb una gran majoria bantú) i moltes més llengües i dialectes, Julius Nyerere afavoreix la normalització lingüística mitjançant l'ús d'una llengua africana, el suahili.

### Dificultats econòmiques i tensions regionals
Aquestes polítiques dirigistes i utòpies van donar cada cop menys els resultats esperats. La primera crisi de l'energia del 1973 va enfosquir molt les perspectives econòmiques del país. La indústria manufacturera i la producció agrícola estaven disminuint, la planificació econòmica per part de l'administració era ineficaç. En l'àmbit polític, els partits (TANU de Nyerere i ASP) es van unir i es van fusionar el 1977 per formar el Chama cha Mapinduzi (CCM), és a dir, el partit de la Revolució. Malgrat les dificultats econòmiques, el país està en pau i rep molts refugiats de països veïns en guerra o que fugen del règim d’Amin Dada a Uganda. Nyerere rebutja que la política d'africanització de l'administració només afavoreixi els tanzanians i permet als estrangers accedir a llocs de treball públics. Molts també obtenen la ciutadania tanzània, inclosos els refugiats blancs.
Les relacions de Tanzània amb els seus veïns africans (especialment els del nord, Uganda i Kenya) s'han deteriorat al llarg dels anys. Tanmateix, aquestes relacions van ser inicialment bones des que aquests tres països van formar la Comunitat de l'Àfrica Oriental el 1967 amb l'objectiu d'establir finalment un mercat econòmic comú. Les primeres cooperacions tenen com a objectiu, en particular, normalitzar la política de canvi i el control de divises.
Però Kenya, a prop dels països occidentals, s'allunya cada cop més de Tanzània, i la frontera entre aquests dos països fins i tot es va tancar entre 1977 i 1983. A Uganda, Idi Amin Dada, que alberga ambicions d'expansió territorial, critica el seu veí de Tanzània per acollir opositors al seu règim. Uganda ataca Tanzània a finals de 1978 i envaeix la zona al voltant del llac Victòria. Els tanzanians, amb l'ajuda d'equips militars xinesos i exiliats ugandesos, van aconseguir, després de diversos mesos d'esforços i a costa de grans pèrdues humanes, recuperar els territoris perduts, expulsant del poder a Idi Amin Dada. Els soldats tanzanians fins i tot van ocupar Uganda durant gairebé dos anys. Aquesta guerra no desitjada és cara, uns 500 milions de dòlars; i a principis dels anys vuitanta, sense cap indústria real, amb un sector agrícola improductiu, Tanzània era un dels països més pobres del planeta.
Amb el país enfonsant-se en el fracàs, Nyerere va començar a modificar gradualment la seva política dirigista seguida des de mitjans dels anys seixanta. Amb la intervenció creixent del Banc Mundial i del FMI, els incentius financers col·lectivistes per a la producció es reorienten en part cap a la inversió per a les grans explotacions estatals i per a la infraestructura viària. L'any 1984 va aparèixer la possibilitat de la propietat privada dels mitjans de producció i la societat es va liberalitzar, molt progressivament.
El 1985, Nyerere va optar, contràriament al costum de la majoria dels altres caps d'estat africans, per retirar-se de la política, després d'haver mantingut, tanmateix, el poder durant 21 anys. Ali Hassan Mwinyi, llavors president de Zanzíbar des de 1980, va prendre el relleu. Malgrat els resultats en gran part negatius de la seva política de desenvolupament econòmic, Nyerere va mantenir l'estima de molts tanzanians i part de la comunitat internacional fins a la seva mort per leucèmia el 14 octubre 1999. De fet, és reconegut per haver posat les bases d'un estat democràtic multiètnic.
Nyerere, que es va mantenir en el poder fins al 1985, quan voluntàriament va deixar la presidència, va dirigir el país seguint una política denominada "Socialisme Africà", internament designada Ujamaa. Establí lligams amb República Popular de la Xina, que va finançar la construcció de la línia de ferrocarril entre el port de Dar es Salaam i Zàmbia i va participar en altres projectes industrials.
Malauradament i malgrat l'immens esforç en termes d'educació, la política "Ujamaa" no va donar els resultats pretesos i fou abandonada gradualment pels governants que l'han succeït.
Nyerere fou també un dels fundadors de l'Organització de la Unitat Africana (OUA) l'any 1963 i de la SADC, liderà el Comitè de Descolonització de la OUA, va donar un suport ferm al FRELIMO en la seva lluita per la independència de Moçambic i a Milton Obote d'Uganda, oposant-se al dictador Idi Amin.
Després de deixar la presidència de Tanzània, Nyerere continuà actiu en la política internacional, principalment com a President del Intergovernmental South Centre i va tenir un paper central com mediador al conflicte de Burundi, el 1996. L'any 1992 fou guardonat, juntament amb Aung San Suu Kyi, amb el Premi Internacional Simón Bolívar concedit per la UNESCO i el govern de Veneçuela.

## Obres
- Freedom and Unity (Uhuru na Umoja): A Selection from Writings & Speeches, 1952–1965 (Oxford University Press, 1967)
- Freedom and Socialism (Uhuru na Ujama): A Selection from Writings & Speeches, 1965–1967 (Oxford University Press, 1968)
- Freedom and Development (Uhuru Na Maendeleo): A Selection from the Writings & Speeches, 1968-73 (Oxford University Press, 1974)
- Ujamaa — Essays on Socialism (1977)
- Crusade for Liberation (1979)
- Julius Kaisari (trad. de Julius Caesar de William Shakespeare)
- Mabepari wa Venisi (trad. de The Merchant of Venice de William Shakespeare)

## Homenatges
Julius Nyerere era un catòlic practicant. L'Església catòlica el va declarar servent de Déu. Va ser el bisbe de la diòcesi de Musoma, Justin Tetmu Samba, qui ho va proclamar oficialment el maig de 2005. Se celebra el 14 octubre. L'any 2006 es va enviar una petició de canonització.
El pont de Kigamboni va rebre el seu nom.
La Universitat de Kankan a la República de Guinea porta el seu nom.